# Actinotaenium canadense
Actinotaenium canadense  là một loài Song tinh tảo trong họ Desmidiaceae, thuộc chi Actinotaenium.